# Adair megye (Missouri)
Adair megye az Amerikai Egyesült Államokban, azon belül Missouri államban található. Lakosainak száma 25 314 fő (2020. április 1.). Adair megye Schuyler, Macon, Scotland, Knox, Putnam, Sullivan és Linn megyékkel határos.

## Népesség
A megye népességének változása:
| Lakosok száma | 25 608 | 25 548 | 25 561 | 25 572 | 25 378 | 25 314 |
|               | 2010   | 2011   | 2012   | 2013   | 2015   | 2020   |